# Славјанск
Славјанск (укр. Слов'янськ, рус. Славянск) град је у Украјини, у Доњецкој области. Према процени из 2012. у граду је живело 117.994 становника.

## Историја
У тадашњем граду Тору формиран је 1729. године Српски хусарски пук под командом Србина Јована Албанеза. Још 1723. године руски цар Петар Велики је дао грамату мајору Албанезу да формира неколико српских хусарских пукова по територији Украјине. До 1728. године скупило се 459 Срба коњаника. А 1729. године дошло је још 600 Срба и комплетирало јединицу и стационирало се у Тору. Већ следеће 1730. године кренуо је тај пук на Персијанце.

## Географија

### Клима
| Клима (Славјанск)  | Клима (Славјанск) | Клима (Славјанск) | Клима (Славјанск) | Клима (Славјанск) | Клима (Славјанск) | Клима (Славјанск) | Клима (Славјанск) | Клима (Славјанск) | Клима (Славјанск) | Клима (Славјанск) | Клима (Славјанск) | Клима (Славјанск) | Клима (Славјанск) |
| Показатељ \ Месец  | .Јан.             | .Феб.             | .Мар.             | .Апр.             | .Мај.             | .Јун.             | .Јул.             | .Авг.             | .Сеп.             | .Окт.             | .Нов.             | .Дец.             | .Год.             |
| ------------------ | ----------------- | ----------------- | ----------------- | ----------------- | ----------------- | ----------------- | ----------------- | ----------------- | ----------------- | ----------------- | ----------------- | ----------------- | ----------------- |
| [ тражи се извор ] |                   |                   |                   |                   |                   |                   |                   |                   |                   |                   |                   |                   |                   |

## Становништво
Према процени, у граду је 2012. живело 117.994 становника.
| 1979.   | 1989.   | 2001.   | 2012.   |
| ------- | ------- | ------- | ------- |
| 140.256 | 135.300 | 124.829 | 117.994 |

## Партнерски градови
- Самбир